# Alexander Morton
Alexander 'Sandy' Morton (Glasgow, 24 maart 1945) is een Schots acteur en stemacteur.

## Biografie
Morton leerde van 1965 tot en met 1968 het acteren aan de Central School of Speech and Drama in Londen. Hij was in het verleden drie keer getrouwd, en heeft hieruit twee kinderen.
Morton begon in 1971 met acteren in de film Get Carter, waarna hij nog meerdere rollen speelde in films en televisieseries. Hij is vooral bekend van zijn rol als Golly Mackenzie in de Britse televisieserie Monarch of the Glen, waar hij in 64 afleveringen speelde (2000-2005). Naast het acteren voor televisie is hij ook actief in diverse theaters in het Verenigd Koninkrijk. Zo speelde hij in onder andere One Flew Over the Cuckoo's Nest en Macbeth. Op de radio van BBC heeft hij als stemacteur meegewerkt aan diverse hoorspelen.

## Filmografie

### Films
Uitgezonderd korte films.
- 2011 Up There - als nieuwe supervisor
- 2009 Valhalla Rising - als Barde
- 2007 Kitchen - als mr. Glasgow
- 2006 London to Brighton - als Duncan Allen
- 2005 The Man-Eating Wolves of Gysinge - als Malmberg Nilsson
- 2003 I'll Sleep When I'm Dead - als Victor
- 1999 Gregory's Two Girls - als leraar Norman
- 1998 Croupier - als David Reynolds
- 1997 Love Me Tender - als Tommy
- 1996 Nightlife - als politieagent
- 1996 The One That Got Away - als Big Bob
- 1994 Jolly a Man for All Seasons - als politiebrigadier
- 1990 Silent Scream - als Don Winters
- 1983 Boswell for the Defence - als eerwaarde MacQueen
- 1971 Get Carter - als Hubert

### Televisieseries
Uitgezonderd eenmalige gastrollen.
- 2013 Shetland - als Joseph Wilson - 2 afl.
- 2000-2005 Monarch of the Glen - als Golly Mackenzie - 64 afl.
- 1999-2000 Second Sight - als DS Julian - 4 afl.
- 1992-1994 Firm Friends - als DI Hogg - 7 afl.
- 1980-1991 Take the High Road - als Andy Semple - 15 afl.
- 1989 Winners and Losers - als Ross - 3 afl.
- 1988 Bookie - als Ross - 2 afl.
- 1982 Cloud Howe - als Kindness - 4 afl.

### Computerspellen
- 2015 The Witcher 3: Wild Hunt - als Zoltan Chivay (Engelse stem)
- 2012 LittleBigPlanet PS Vita - als de poppenmeester
- 2011 Ni no Kuni: Wrath of the White Witch - als oude pastoor Oak
- 2011 The Witcher 2: Assassins of Kings - als Zoltan Chivay (Engelse stem)
- 2009 Killzone 2 - als stem
- 2008 Fable II - als Reaver's Crony
- 2008 Age of Conan: Hyborian Adventures - als stem
- 2008 Viking: Battle for Asgard - als stem
- 2007 Heavenly Sword - als stem

- Gemeinsame Normdatei: 1061839516
- International Standard Name Identifier: 0000 0001 3379 5127
- Library of Congress Control Number: no2014004315
- Nationale Bibliotheek van Tsjechië: xx0156526
- Virtual International Authority File: 5699149068583965730008